# William H. Smathers
William Howell Smathers, född 7 januari 1891 i Haywood County, North Carolina, död 24 september 1955 i Asheville, North Carolina, var en amerikansk demokratisk politiker. Han representerade delstaten New Jersey i USA:s senat 1937-1943.
Smathers avlade grundexamen vid Washington and Lee University och  1911 juristexamen vid University of North Carolina at Chapel Hill samt inledde 1912 sin karriär som advokat i Atlantic City. Han arbetade som domare i Atlantic City 1922-1932. Han var ledamot av delstatens senat 1935-1937.
Smathers besegrade sittande senatorn William Warren Barbour i senatsvalet 1936. Han avgick från delstatens senat först i april 1937 och tillträdde sedan som ledamot av USA:s senat. Han kandiderade till omval i senatsvalet 1942 men besegrades av republikanen Albert W. Hawkes.
Smathers grav finns på Green Hill Cemetery i Waynesville i North Carolina. Hans brorson George Smathers var senator för Florida 1951-1969.